# Mielichhoferia castanea
Mielichhoferia castanea är en bladmossart som beskrevs av Brotherus in Herzog 1916. Mielichhoferia castanea ingår i släktet kismossor, och familjen Bryaceae. Inga underarter finns listade i Catalogue of Life.